# Március 6.
Március 6. az év 65. (szökőévben 66.) napja a Gergely-naptár szerint. Az évből még 300 nap van hátra.
Névnapok: Leonóra, Inez + Aglent, Ágnes, Agnéta, Elvira, Felicita, Felicitás, Felicitász, Fridolin, Frodó, Gotlib, Kolett, Koletta, Koriolán, Kozett, Perpétua

## Események

### Politikai események
- 1447 – V. Miklóst pápává választják.
- 1583 – Báthory István hármas tanácsot állít Erdély kormányzására.[1]
- 1714 – A rastatti békeszerződésben[2] Ausztria és a Német-római Császárság elfogadja az 1713. április 1-jén megkötött utrechti béke feltételeit, mely lezárta a spanyol örökösödési háborút.
- 1821 – A görög szabadságharcosok Alexandru Ipsilanti vezetésével fellázadnak a török uralom ellen.
- 1919 – Az európai kommunista pártok Moszkvában megalapítják a III. Internacionálét, közkeletű nevén a Kominternt.
- 1924 – Anglia, Franciaország és Olaszország megbízottai aláírják a Magyarország pénzügyi szanálásáról szóló jegyzőkönyveket.
- 1945 – Romániában Petru Groza szovjet segítséggel kormányt alakít. Ez Románia szocialista időszakának kezdete; a kommunizmus alatt március 6. nemzeti ünnep.
- 1951 – Megkezdődik a Rosenberg házaspár elleni per az Amerikai Egyesült Államokban.
- 1953 – Georgij Malenkov lesz a Szovjetunió miniszterelnöke.
- 1957 – Ghána kikiáltja függetlenségét, elsőként az afrikai brit gyarmatok közül.
- 1984 – A Nagy-Britanniában elkezdődik a szénbányászok 12 hónapig tartó sztrájkja.
- 2002 – Letartóztatták Szabó Zoltánt, a balástyai rémet
- 2008 – A Hamász radikális palesztin szervezet két fegyverese behatol Jeruzsálem egyik Talmud iskolájába és lövöldözni kezd, a lövöldözésben nyolc diák veszíti életét.
- 2008 – A nicaraguai elnök, Daniel Ortega bejelenti, hogy megszakítja diplomáciai kapcsolatait Kolumbiával, így a dél-amerikai konfliktusban Venezuela és Ecuador mellé áll.

### Tudományos és gazdasági események
- 1521 – Magellán felfedezi Guam szigetét.
- 1869 – Dmitrij Mengyelejev közzé tette az elemek periódusos rendszerét, a nevét is viselő Mengyelejev-táblázatot.
- 1899 – Felix Hoffmann (Bayer) szabadalmaztatja az acetilszalicilsavat (Aspirin).
- 1977 – Kairóban egyiptomi-amerikai gazdasági, kereskedelmi és hitelegyezményt írnak alá.
- 1986 – A VEGA–1 szovjet űrszonda és a Halley-üstökös legnagyobb közelsége.
- 1991 – A Michelangelo számítógép-vírus kibocsátása.

### Kulturális események
- 1777 – Mária Terézia Budára helyezteti a Nagyszombati Egyetemet.

### Sportesemények
- 1902 – A Real Madrid megalapítása.

Formula–1
- 1971 –  Dél-Afrikai Nagydíj, Kyalami – Győztes: Mario Andretti  (Ferrari)
- 1976 –  Dél-Afrikai Nagydíj, Kyalami – Győztes: Niki Lauda  (Ferrari)
- 2005 –  ausztrál nagydíj, Melbourne – Győztes: Giancarlo Fisichella  (Renault)

### Egyéb események
- 1987 – A Herald of Free Enterprise komphajó felborult a belgiumi Zeebrugge kikötőjében. A tragédiában 193-an életüket vesztették. A balesetet az okozta, hogy nyitott orral futott ki a kikötőből.

## Születések
- 1475 – Michelangelo Buonarroti itáliai festőművész, szobrászművész, műépítész († 1564)
- 1483 – Francesco Guicciardini olasz történetíró († 1540)
- 1619 – Cyrano de Bergerac francia katona, francia költő, író († 1655)
- 1694 – Grassalkovich Antal királyi személynök, kamaraelnök, Mária Terézia bizalmasa († 1771)
- 1787 – Joseph von Fraunhofer német fizikus. Legjelentősebb fölfedezése a Nap színképében található sötét vonalak sokasága. († 1826)
- 1793 – Vid Rižner, szlovén író, római katolikus pap és szerzetes († 1861)
- 1806 – Elizabeth Barrett Browning angol költő († 1861)
- 1823 – Károly württembergi király († 1891)
- 1854 – Károly Iréneusz József premontrei szerzetes, nagyváradi fizikus, a rádiótechnika egyik úttörője († 1929).
- 1861 – Négyesy László irodalomtörténész, esztéta, az MTA tagja († 1933)
- 1887 – Holló László Munkácsy- és Kossuth-díjas festőművész († 1976)
- 1890 – Tersztyánszky Ödön olimpiai bajnok vívó († 1929)
- 1897 – Horváth Gyula magyar színész, színházigazgató († 1972)
- 1903 – Berend József magyar agrárközgazdász, egyetemi tanár († 1985)
- 1904 – Joseph Schmidt román operaénekes († 1942)
- 1905 – Makkai János magyar újságíró, közíró, országgyűlési képviselő († 1994)
- 1909 – Bill Schindler (William Schindler) amerikai autóversenyző († 1952)
- 1917 – Oswald Karch német autóversenyző († 2009)
- 1921 – Piero Carini olasz autóversenyző († 1957)
- 1926 – Alan Greenspan amerikai közgazdász; az amerikai jegybank elnöke
- 1926 – Andrzej Wajda Oscar-díjas lengyel filmrendező († 2016)
- 1926 – Bege Margit magyar színésznő († 1967)
- 1927 – Gabriel García Márquez Nobel-díjas kolumbiai író († 2014)
- 1929 – Hegedűs Ágnes Jászai Mari-díjas magyar színésznő († 1973)
- 1930 – Lorin Maazel amerikai karmester († 2014)
- 1930 – Mitró György olimpiai ezüstérmes, Európa-bajnok úszó († 2010)
- 1931 – Jimmy Stewart (James Robert Stewart) brit autóversenyző († 2008)
- 1932 – Bronisław Geremek lengyel politikus, társadalomtudós, egyetemi tanár († 2008)
- 1933 – Kármán György orgonaművész, zenetanár, a Országos Rabbiképző – Zsidó Egyetem Liturgia tanszékének vezetője († 2008)
- 1933 – Vassné Kovács Emőke magyar logopédus, tanszékvezető főiskolai tanár († 2014)
- 1937 – Király Levente Kossuth-díjas magyar színművész, a nemzet színésze († 2024)
- 1937 – Valentyina Vlagyimirovna Tyereskova szovjet űrhajósnő; az első női űrhajós
- 1940 – William Ferguson dél-afrikai autóversenyző († 2007)
- 1943 – Mihók Éva magyar színésznő († 2013)
- 1944 – Kiri Te Kanawa új-zélandi opera-énekesnő
- 1946 – David Gilmour brit énekes, rockzenész, zeneszerző, szövegíró; a Pink Floyd együttes tagja
- 1947 – Dick Fosbury amerikai atléta
- 1952 – Botos András magyar ökölvívó, edző
- 1952 – Marielle Labèque francia zongoraművésznő, Katia Labèque húga
- 1953 – György János Aase-díjas magyar színész († 2019)
- 1954 – Deák Éva magyar színésznő
- 1956 – Árdeleán László magyar színész († 2021)
- 1957 – Nagy Miklós magyar színész, rendező, író, színházigazgató, a Ruttkai Éva Színház alapítója. († 2006)
- 1962 – Balogh András Aase-díjas magyar színész
- 1962 – Erika Hess svájci síbajnoknő
- 1967 – Mihai Tudose román jogász, szociáldemokrata párti politikus, gazdasági miniszter
- 1972 – Shaquille O’Neal amerikai kosárlabdázó, NBA-sztár
- 1979 – Pollágh Péter magyar költő
- 1984 – Kállai Norbert a DVTK labdarúgója
- 1986 – Eli Marienthal amerikai színész
- 1991 – Gyurcsó Ádám magyar válogatott labdarúgó
- 1993 – Bambie Ray Robinson (Bambie Thug), ír énekes
- 1994
  - Marcus Smart amerikai válogatott kosárlabdázó
  - Nguyen Thanh Hien magyar énekesnő
- 1999 – Dylan Schmid kanadai színész

## Halálozások
- 1709 – Pekri Lőrinc brigadéros
- 1856 – Bezerédj István (bezerédi), reformkori politikus, kiváló szónok (* 1796)
- 1867 – Hild József magyar műépítész, építőmester (* 1789)
- 1888 – Louisa May Alcott amerikai írónő (* 1832)
- 1899 – Molnár József magyar festőművész (* 1821)
- 1900 – Gottlieb Daimler német mérnök, az első gépjármű kifejlesztője, a motorkerékpár feltalálója (* 1834)
- 1902 – Kaposi Mór magyar orvos, bőrgyógyász, egyetemi tanár, a Kaposi-szarkóma első leírója (* 1837)
- 1912 – August Toepler német fizikus (* 1836)
- 1917 – Valdemar Psilander dán némafilszínész (* 1884)
- 1930 – Alfred von Tirpitz porosz tengerésztiszt, nagyadmirális, a német császári haditengerészet főparancsnoka (* 1849)
- 1938 – Balás Jenő székely származású bányamérnök, kutató, a magyar bauxitbányászat úttörője (* 1882)
- 1941 – John Gutzon Borglum dán szobrász (* 1867)
- 1965 – Sólyom Ida magyar színésznő (* 1921)
- 1967 – Kodály Zoltán Kossuth-díjas magyar zeneszerző, népzenekutató, zenepedagógus; a Kodály-módszer atyja (* 1882)
- 1973 – Pearl S. Buck Nobel-díjas amerikai író (* 1892)
- 1979 – Kádas Géza olimpiai ezüstérmes magyar úszó (* 1926)
- 1981 – Allen Heath kanadai autóversenyző (* 1981)
- 1982 – Ayn Rand orosz származású amerikai regényírónő és filozófus (* 1905)
- 1983 – Donald D. Maclean brit diplomata, szovjet kém, a „cambridge-i ötök” egyike (* 1913)
- 1986 – Bodrogi Tibor magyar etnológus, etnográfus (* 1924)
- 1986 – Pelle István kétszeres olimpiai bajnok magyar tornász (* 1907)
- 1989 – Harry Andrews angol színész („A domb”) (* 1911)
- 1990 – Idősebb Dohy János (korábban ifjabb Göllner János) növénypatológus, tanár (* 1905)
- 1994 – Tengiz Abuladze grúz filmrendező, forgatókönyvíró, egyetemi tanár (* 1924)
- 1999 – Parti János olimpiai bajnok magyar kenus, edző (* 1932)
- 2003 – Mádi Szabó Gábor Kossuth-díjas magyar színész, érdemes és kiváló művész (* 1922)
- 2005 – Hans Albrecht Bethe német-amerikai Nobel-díjas fizikus (* 1906)
- 2009 – Horváth Teri Kossuth-díjas magyar színésznő (* 1929)
- 2016 – Nancy Reagan amerikai színésznő, Ronald Reagan elnök felesége (* 1921)
- 2025 – Sopsits Árpád, Balázs Béla-díjas magyar filmrendező, forgatókönyvíró (* 1952)

## Nemzeti ünnepek, emléknapok, világnapok
- Ghána – a függetlenség napja (1957)
- Energiatakarékossági Világnap.